# Улица Торня (Рига)
Улица То́рня (латыш. Torņa iela, Башенная улица) — улица в Риге, в историческом районе Старый город. Расположена между бульваром Зигфрида Анны Мейеровица и площадью Пилс (За́мковой), пересекает улицу Екаба. Длина улицы — 510 метров.

## История
Формируется в XVII—XVIII века у крепостного вала и городской крепостной стены.
В 1846 году стала называться улицей Яковлевских казарм (латыш. Jēkaba Kazarmu Iela), которые были возведены у крепостной стены в конце XVII века.

## Достопримечательности
- д. 1 — Арсенал.

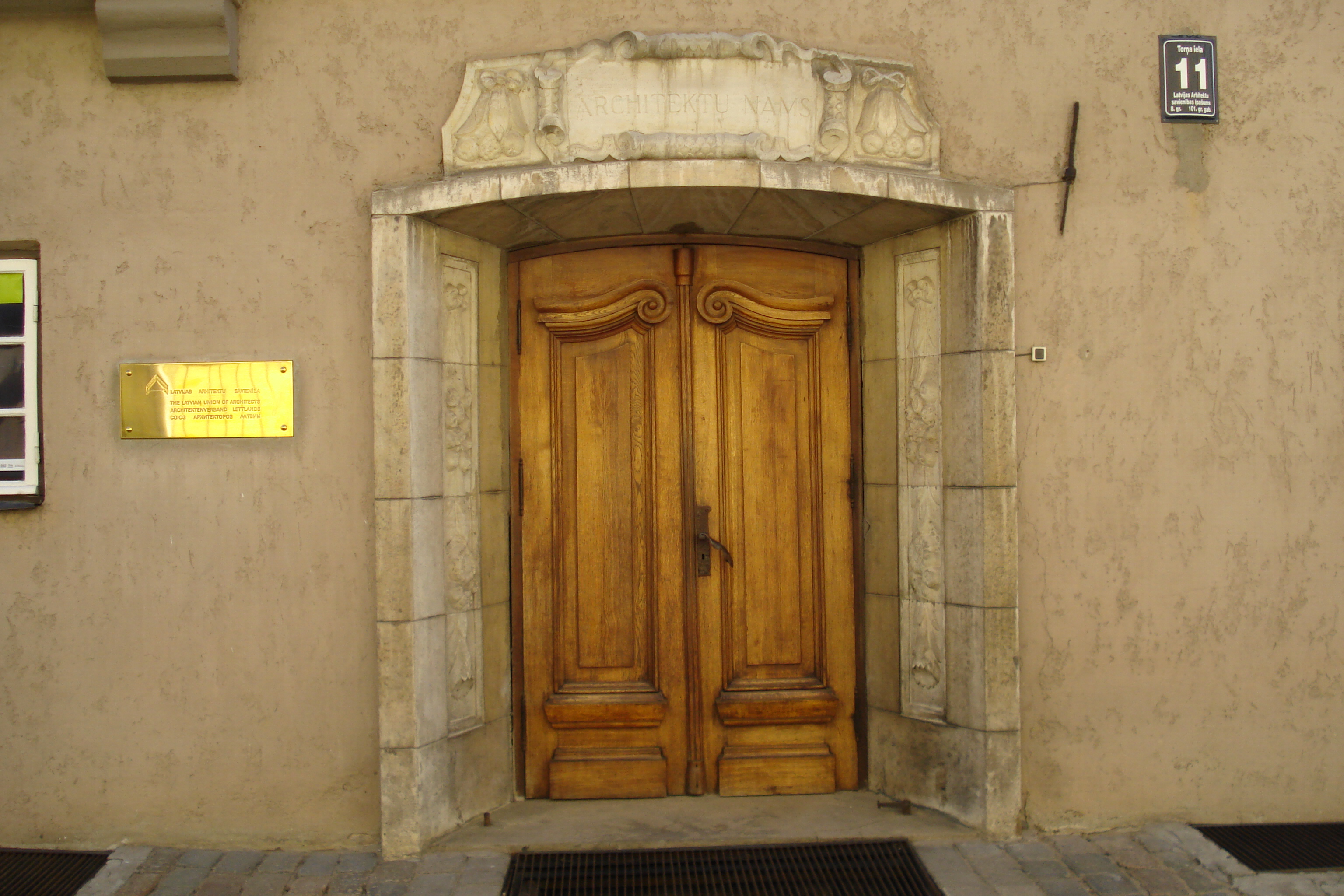
портал дома 11

- д. 3/5 — Жилые здания (XVII—XVIII века, реконструкция 1930 года, архитектор Янис Гайлис, восстановление 1998—2000, архитектор Артурс Лапиньш)
- д. 4 — Яковлевские казармы.
- д. 7 — Жилой дом (XVI век, в 1867 году перестроен архитектором Виктором де Грейбом, в 1984 году восстановлен Е. Калснавсом). К фасаду по улице Трокшню в 1984 году построены три офисных здания, архитектор Петерис Блумс).
- д. 9 — Жилой дом (1692, архитектор Руперт Бинденшу), в дом встроена башня Юргена (XIII век)
- д. 11 — Жилой дом и Шведские ворота (1698)
- д. 15 — Жилой дом (1875, архитектор Л. Гейгенмиллер)
- д. 17 — Фрагмент городской стены и башня Рамера.